# Металлург (памятник, Магнитогорск)
Памятник «Металлург» — однофигурная скульптурная композиция в полный рост, высотой 4,75 метра, выполнена из кованой меди, возвышается на постаменте из кирпича и облицованном белым мрамором. Общая высота — 10,5 м. К памятнику ведут широкие лестничные марши. Автор постамента — архитектор В. Н. Богун. 

Памятник является образцом монументального искусства федерального значения.

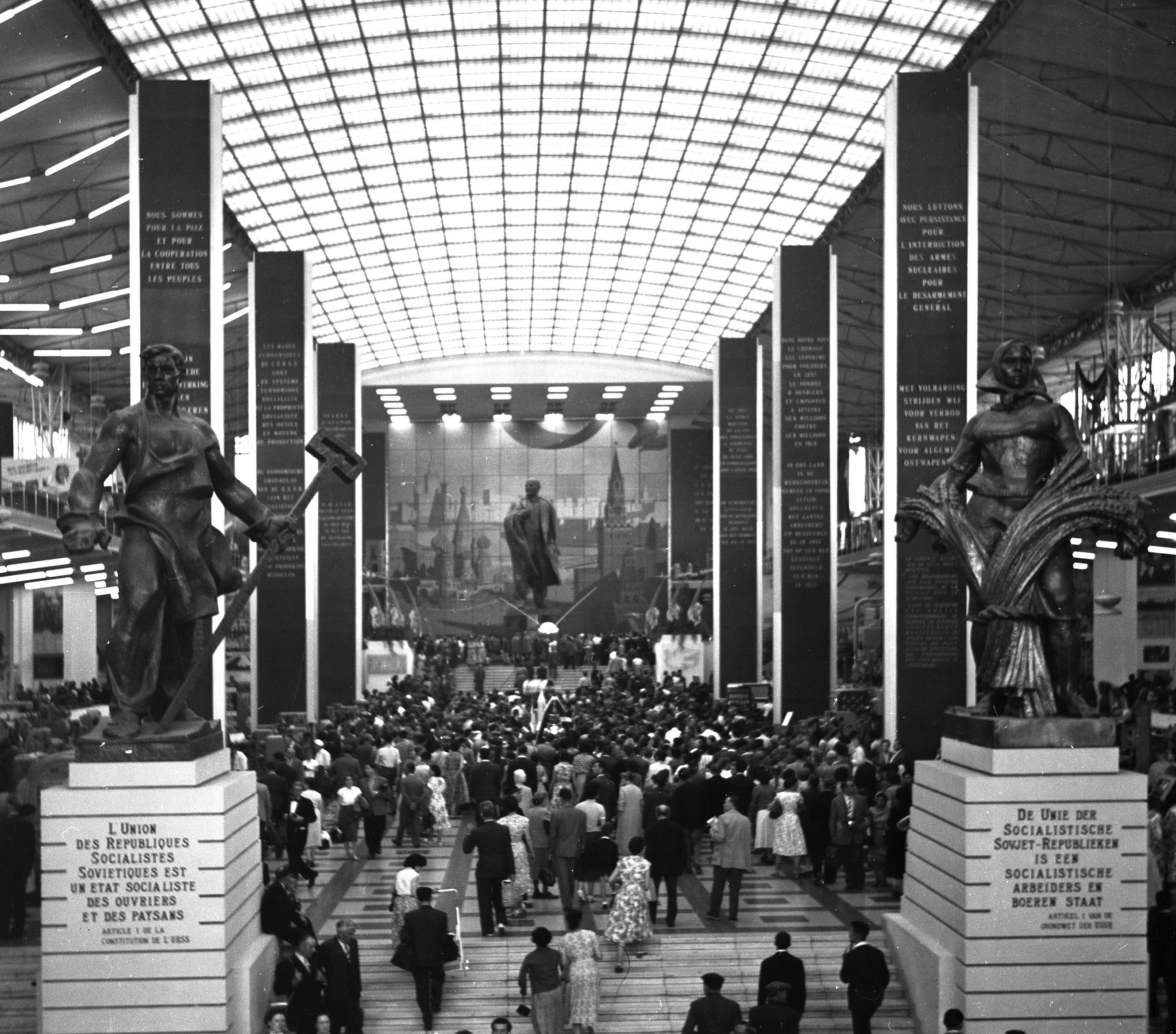
Фигуры «Рабочий» и «Колхозница» в советском павильоне на Всемирной выставке 1958 года в Брюсселе

## История скульптуры

### Создание
Скульптура рабочего в образе металлурга была создана для павильона CCCP на Всемирной выставке 1958 года в Брюсселе как часть композиции «Рабочий и колхозница» — символа рабоче-крестьянского государства. Автор скульптурной композиции — скульптор А. Е. Зеленский.

В 1959 в Нью-Йорке скульптура «Рабочий» была включена в композицию «Космос» на выставке «Достижения СССР в области науки, культуры и техники», скульптор А. Е. Зеленский получил за композицию «Рабочий и колхозница» Золотую медаль выставки.

В 1960 году на Международной выставке в Вене перед фасадом Советского павильона была установлена скульптурная группа «Рабочий и колхозница».

В 1963 году скульптурная композиция А. Е. Зеленского «Рабочий и колхозница» выставлялась на ВДНХ.

### Перенос скульптуры
После международных выставок скульптура «Рабочий», поступившая в фонды скульптурного комбината Союза художников СССР, с 1963 по 1967 год находилась на ВДНХ:

В 1967 году металлургический комбинат представлял свои достижения на ВДНХ. На задворках одного из павильонов и увидели работники комбината лежавшую на земле ненужную знаменитую скульптуру. <…> Начались переговоры с руководством ВДНХ, и скульптура очутилась в Магнитке, став со временем её символом.— газета «Магнитогорский металл»
.

В 1967 в ознаменование 50-летия Советской власти скульптура передана Магнитогорскому меткомбинату и была установлена на территории ММК.

В мае 1970 года памятник перенесли на Привокзальную площадь. 

### Реставрация
В августе — сентябре 2013 года памятник был отреставрирован. При этом за время своего существования скульптура неоднократно меняла цвет — от медного (в 1958 году на выставке) через серый к чёрному (в настоящее время).